# 三菱-シコルスキー S-61
三菱 S-61
海上自衛隊のHSS-2B
- 用途：対潜戦・捜索救難・輸送
- 分類：ヘリコプター
- 設計者：シコルスキー・エアクラフト
- 製造者：三菱重工業
- 運用者： 日本（海上自衛隊）
- 初飛行：1963年12月2日 (HSS-2)
- 生産数：185機
- 退役：　
2003年7月 (HSS-2B)[1]
2008年5月 (S-61A)[1]
- 運用状況：退役
- 原型機：シコルスキー S-61

三菱 S-61は、シコルスキー S-61を新三菱重工（後の三菱重工業）がライセンス生産したヘリコプター。哨戒ヘリコプター（自衛隊名HSS-2, HSS-2A, HSS-2B）は1964年より領収を開始し、順次に改良を重ねつつ計167機が2003年まで運用された。またこのほか、対潜戦用の装備をもたないS-61Aも生産されており、救難ヘリコプター型が13機、そして砕氷艦（南極観測船）に搭載される輸送ヘリコプター型が5機製造された。海上自衛隊ではHSS-2/S-61Aを「ちどり」と命名している。

## 来歴
海上自衛隊のヘリコプターとしては、まず昭和31年度までにベル47D 4機、S-51 3機、S-55 3機が館山航空隊に配備され、要員養成が開始された。また昭和33年度からは、本格的な哨戒ヘリコプターとしてHSS-1が導入された。
その後、第2次防衛力整備計画でヘリ空母（CVH）の建造が計画され、その艦上機としてはHSS-2が適当であると考えられた。アメリカ合衆国もこの計画に好意的で、HSS-2を含めて、経費分担方式による援助が計画された。1961年7月の国防会議において、CVHの建造は認められなかったものの、HSS-2については、陸上機23機の取得が認められた。新三菱重工は、シコルスキー・エアクラフト社との間でライセンス生産に関する仮契約を結び、1960年12月20日、外資審議会により承認された。
なおアメリカ海軍では、1962年の命名規則改正に伴って、HSS-2はSH-3Aと改称されたが、海上自衛隊では特に改称する必要がなかったことから、従来どおりの名称が使われ続けた。

## HSS-2/2A

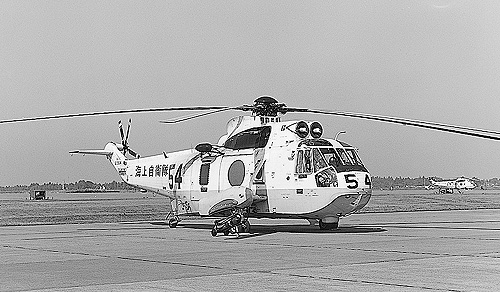
HSS-2A

HSS-2の1号機は、アメリカのシコルスキー社で製作されたもので、もともとアメリカ海軍向けのSH-3Aとして製作されていた機体のうちの1機であった。試飛行の後解体して日本に海上輸送し、新三菱重工業小牧工場で再組立てして、1963年12月2日に初飛行、1964年3月24日に海上自衛隊に納入された。また2号機及び3号機はノックダウン方式とし、同年5月及び8月に小牧で領収した。4号機以降は国産としたが、当初は部分製作の段階から始め、逐次国産化率を増大した。しかし、一部のものは最後まで輸入された。
対潜捜索用センサとしてAN/AQS-10吊下式ソナーを備えており、またAN/APN-130ドップラー・レーダーと電波高度計、自動安定装置を連動させた高度な自動操縦装置を備えていた。エンジンとしてはCT58-IHI-110-2（出力932キロワット）を搭載していた。その後、アメリカ海軍がAN/AQS-10にかえてAN/AQS-13を採用したことから、7号機以降ではこちらに切り替えられることになったが、アメリカ海軍向けの製造が優先されたことから、7号機から11号機まではソナー未装備の状態で領収して後日装備とし、また12号機から15号機までの領収予定を6か月延期した。なお、AQS-13のMAP供与は17号機で終了し、18号機からは国内で生産したAQS-13を搭載した。またT58ターボシャフトエンジンについても、石川島播磨重工業（現 IHI）での生産が軌道に乗ったことから、12号機から国産エンジンが搭載された。
2次防では上記の通り23機が発注されたが、第3次防衛力整備計画でも32機が追加発注された。また更に、第4次防衛力整備計画では28機が発注されたが、こちらはシコルスキー社としての区分はS-61B-1となり、海上自衛隊ではHSS-2Aと称された。おおむねアメリカ海軍のSH-3Dに対応する機体であり、エンジンを1,400馬力のT58-IHI-10-M1に更新したほか、特に日本独自の工夫として、ローターヘッドの上に国産のHPS-101レーダーを設置した点があった。これは衝突防止およびポジション・キーピングを目的としたもので、アンテナをローターヘッドに直接取り付けて、ローターの回転を利用して周囲を走査する仕組みであった。28機のうち10機はベアトラップ着艦拘束装置に対応した艦載型、残り18機はこれに対応しない陸上専用型であった。ただし艦載型のうち5機が後に陸上型に改装されたほか、23号機以降ではテイルブームを延長すると共に水平安定板を増積することにより空力的改良が施されている。HSS-2は1987年7月、HSS-2Aは1991年6月に全機除籍された。

## HSS-2B

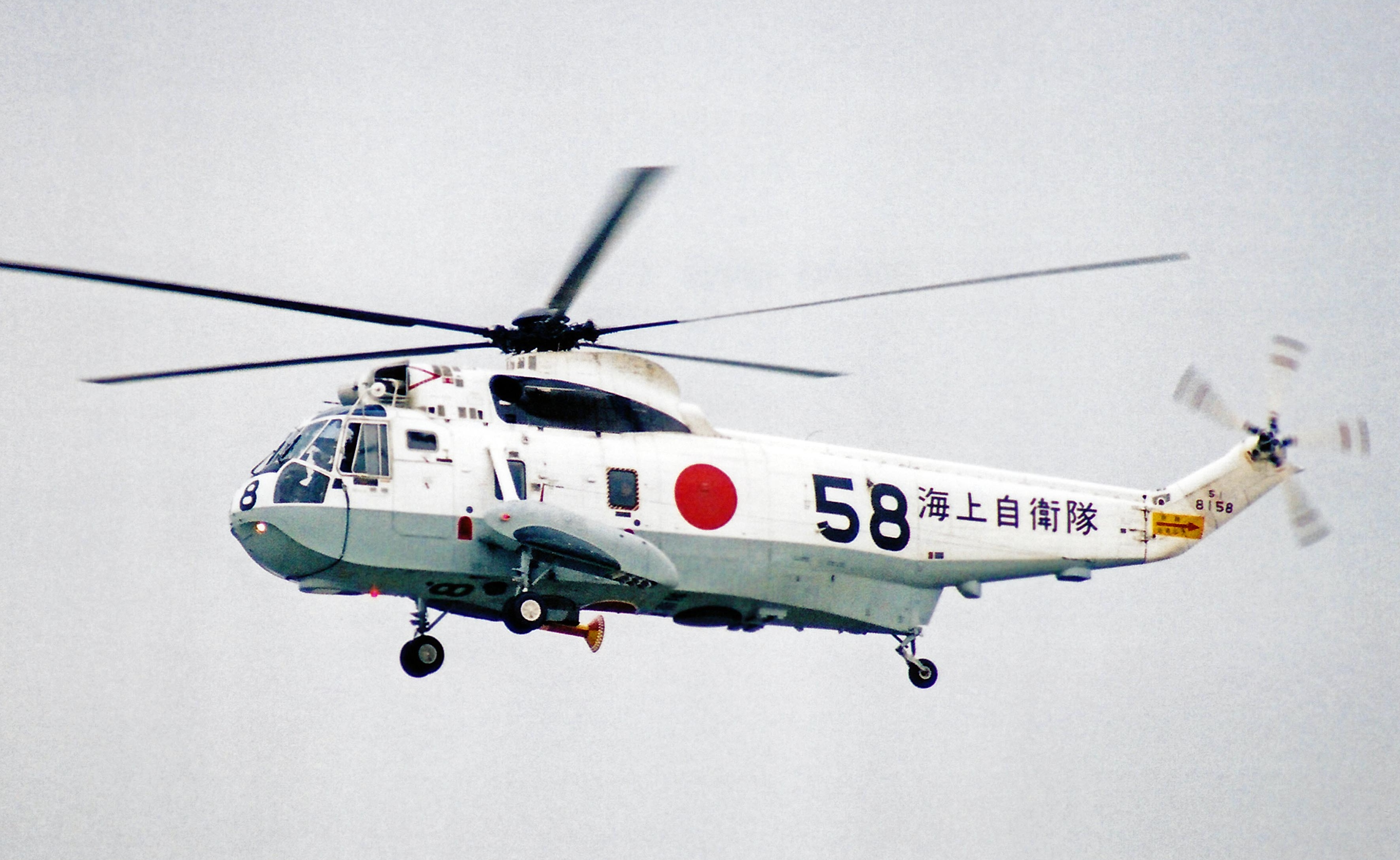
HSS-2B

この間も、脅威としての対象潜水艦の性能向上や対艦ミサイルの配備が進展しており、これに対応する対潜ヘリコプターも更なる高性能化が要求されるようになってきていた。このような情勢を受けて、1960年代後半のアメリカ合衆国では、ヘリコプター単機で対潜捜索から攻撃まで一連の対潜戦術の遂行を完結させるHATS（Helicopter Advanced Tactical System, Single attack helo）の概念が提唱されていた。そしてこれに従い、航空母艦用の艦上機として、SH-3Aをもとに、新たにアクティブとパッシブの両機能を備えたソノブイ・システム、吊下えい航式MAD、対艦ミサイル防御（ASMD）用レーダー及び電波探知装置（ESM）、チャフを追加装備したSH-3Hが開発され、1970年代より制式化されていた。またフリゲート用としても、ソノブイ・システムとMAD、レーダー、ESM及び魚雷1本を搭載できるSH-2F LAMPS Mk.Iを実用化していたほか、イギリス海軍も同じような目的で、フランスと共同開発したリンクスWG-13の運用を開始していた。
海上自衛隊でも、ポスト4次防時代に入ると、吊下式ソナーを使用する従来の再探知・魚雷攻撃機能のほかに、ソノブイのミニバリアー展張を行うソノブイ・オペレーション、レーダーやESMによって水上目標を探知追尾し、護衛艦部隊の艦対艦ミサイル（SSM）攻撃目標指示を行う対水上戦支援機能、レーダー、チャフを用いる対艦ミサイル防御機能等を併せ持つ多機能対潜ヘリコプターが要求されるようになった。これに応じて、HSS-2/2Aを性能向上させて開発されたのがHSS-2Bである。
吊下式ソナーをHQS-102、捜索レーダーをHPS-102に国産化するとともに、AN/ASQ-81磁気探知機（MAD）、AN/ALR-66電子戦支援装置（ESM）、ソノブイ受信機、戦術情報処理表示装置（Tactical Data Display System, TDDS）が追加された。このTDDSは、おおむねP-2JのHSA-116に相当するものであった。このように装備が強化されたことから、従来の「対潜戦準則」は「戦術準則」に、また「ソナーマン」とされていた乗員は本機より「センサーマン」に改称された。デジタルASE（Automatic Stabilization Equipment）の開発、計器板のソフトマウント化、アイス・ディフレクタも開発・搭載された。搭載機器の重量増は燃料搭載量にしわ寄せされたために航続距離が短く、部隊の前評判は芳しくなかった。また一部の装備は領収開始に間に合わず、TDDSを搭載したのは昭和52年度調達機4機のうち初号機のみ、また52・53年度調達機8機は捜索用レーダおよびESMを搭載しない状態で納入された。
1979年（昭和54年）12月納入、1980年（昭和55年）12月に部隊使用承認を受け、84機（艦載型48機、陸上型36機）が調達された。ただし本機はライセンス生産化を図っていたとはいえ、1986年4月の時点でも、アイテム比で40％、金額費で27％の国産化率にとどまっており、アメリカ合衆国からの輸入なしには製造困難であった。既にアメリカ合衆国での同型機の生産は1980年10月には終了し、1990年代前半には海軍での運用を終了する予定であったことを勘案すると、1990年代後半には、海上自衛隊でのHSS-2Bの維持管理に支障をきたす恐れが大きかった。また上記の通り、本機の搭載システムはP-2Jと同世代のものであり、P-3C時代に突入した航空集団においては陳腐化が懸念されたため、本機の運用試験中から艦載ヘリコプタ後継機（SH-X）の計画がスタートした。しかし同計画では漸進策を避けて思い切ったシステム開発が行われたために長い開発期間を要し、また前評判を覆して本機は部隊で大きな成果を挙げて好評だったために、本機も長く用いられることになった。1982年には「しらね」搭載機3機がRIMPAC 82に参加して初陣を飾り、13日間の演習中に飛行時間144時間にわたって対潜戦・対水上戦に活躍し、終演後の講評で"Extremly Effective"と激賞を受けたことで、従来は再探知攻撃兵力と位置づけられてきた哨戒ヘリコプターが、ソノブイを装備することによって初探知兵力となり、ソナーとMADによる位置極限・類別を経て攻撃に至るまでを単独で完結できる武器体系に生まれ変わったことを印象づけた。
その後、1991年6月28日には、SH-X計画によって開発されたSH-60J シーホークが部隊使用承認を受けた。本機はこれによって代替されていき、03中期防によって艦載型は全てSH-60Jとなった。また陸上型の退役も進み、2003年（平成15年）7月7日、大湊基地所属の「8167」号機の除籍をもって運用を終了した。

## S-61A

### 南極観測支援ヘリコプター

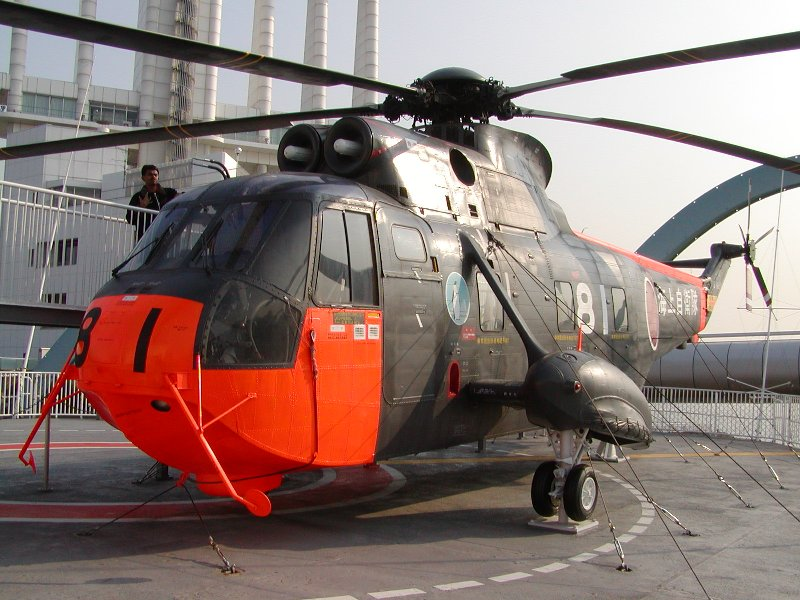
S-61A (南極観測支援ヘリコプター)

新しい南極観測船として、昭和38年度より新砕氷艦（後の「ふじ」）の計画が着手された。これと並行して搭載機の機種選定が進められており、HSS-2とほぼ同型のS-61Aと、掃海ヘリコプターとして採用が決まっていたV-107とが候補とされたが、検討の結果、S-61Aが採択された。
S-61AはHSS-2と極力共通化し、対潜装備を撤去する一方で、キャビンの延長、床板の補強、貨物の固縛装置その他物資輸送用の艤装を施すなどの変更を加え、HSS-2の生産ラインの中に組み入れられた。1号機は1965年6月25日、2号機は同年7月28日にそれぞれ完成した。またその後、更に追加されて計5機となったほか、HSS-2Bのうち2機（8156・8159号機）が南極ヘリに改造されて、延べ7機となった。その後、第51次支援業務からは新たに導入したCH-101が使用されており、S-61Aは2008年5月までに全機が除籍された。

### 救難ヘリコプター

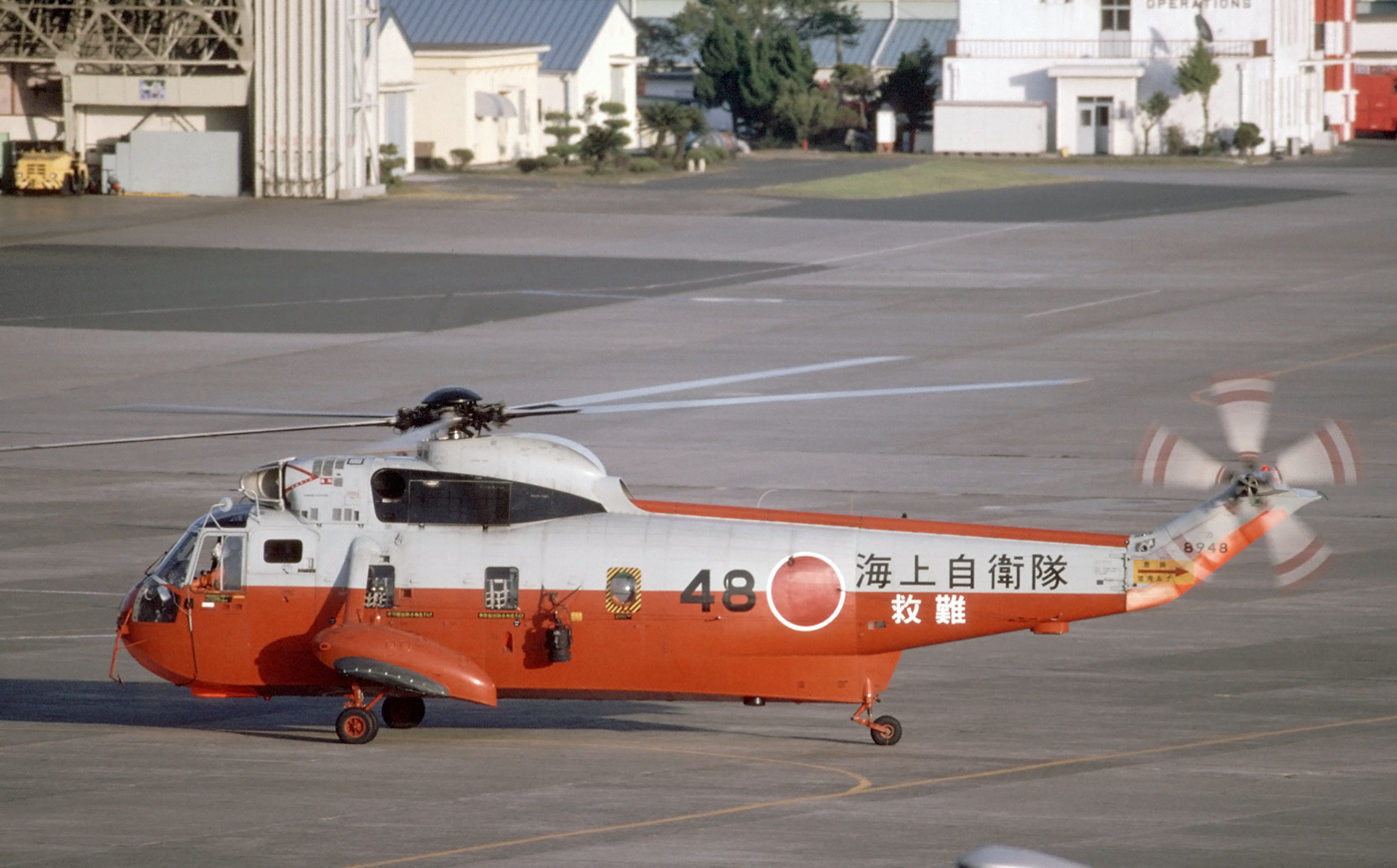
S-61A (救難ヘリコプター)

海上自衛隊では、初の救難機であったシコルスキー S-55の後継として、1965年2月よりS-62Jを導入した。しかし同機は単発機でエンジン出力に余裕がなかったことから、1976年2月より、HSS-2と同型のS-61Aを導入した。
また8944号機以降の10機は、HSS-2Bに準じた設計となった。従来の機体との外観上の差はビッグテイルのみだが、エンジンを1,400馬力から1,500馬力に増強したほか、ドップラー・レーダーなどの電子機器およびASEがデジタルタイプとなるなど、大幅に機能が強化された。
各型あわせて13機が装備された。その後、1991年11月より後継機としてUH-60Jが導入され、S-61Aは2001年3月までに全機が除籍された。

## 事故
| 年月日     | 機種   | 所属            | 機番号    | 事故内容 |
| ---------- | ------ | --------------- | --------- | --- |
| 1967.1.16  | HSS-2  | 第101航空隊     | 8008      | 徳島沖で第3航空群所属のS2F-1 4145号機と空中接触し墜落。接触した2機の乗員10名が殉職。                                                          |
| 1967.10.5  | HSS-2  | 第101航空隊     | 8013      | 伊豆大島の急患輸送するため同地へ向かう途中、同島 乳ヶ崎の西北西3浬付近に不時着水、機体は水没。乗員全員救助。                                  |
| 1968.9.29  | HSS-2  | 大湊航空隊      | 8020      | 演習での対潜哨戒中に秋田県男鹿半島の北西沖に墜落。乗員2名殉職。                                                                               |
| 1968.12.25 | HSS-2  | 第101航空隊     | 8021      | 訓練中、神奈川県城ヶ島の西南西約20kmの相模湾上に不時着水、機体は水没。乗員4名救助。                                                           |
| 1970.3.12  | HSS-2  | 大湊航空隊      | 8003      | 飛行訓練中に降雪域でエンジン不調となり、陸奥湾に不時着水。1名殉職。                                                                           |
| 1970.5.14  | HSS-2  | 第51航空隊      | 8018 8024 | 下総航空基地上空で編隊飛行中、空中接触し不時着。8024が横転してメインローターが大破、8018が胴体着陸状態となった。両機に搭乗していた9人が軽傷。 |
| 1975.8.7   | HSS-2  | 第101航空隊     | 8005      | 飛行訓練中にトランスミッションが故障し、犬吠埼の東方海面に不時着、機体は水没。                                                                |
| 1977.2.8   | HSS-2  | 大湊航空隊      | 8035      | 陸奥湾の上空で驟雪(しゅうせつ)に遭遇、エンジン故障のため不時着水し、横転。2名殉職。                                                           |
| 1977.8.19  | HSS-2  | 小松島航空隊    | 8037      | 舞鶴沖を飛行中にパイロンが故障し墜落。2名殉職。                                                                                               |
| 1977.12.7  | HSS-2  | 大湊航空隊      | 8049      | 大湊航空基地上空でホバリング中に落下し、機体は大破。                                                                                          |
| 1980.3.30  | HSS-2  | 小松島航空隊    | 8033      | 訓練参加のため小松島沖を飛行中に操縦不能となり不時着水、機体は水没。                                                                          |
| 1977.10.5  | HSS-2A | 第121航空隊     | 8058 8059 | 千葉県上空を編隊飛行中、空中接触し不時着。 |
| 1979.5.24  | HSS-2A | 第101航空隊     | 8070      | 夜間対潜訓練に参加するため、館山沖を飛行中に墜落、機体は水没。1名殉職。                                                                       |
| 1980.3.19  | HSS-2A | 第121航空隊     | 8060      | 訓練終了後、館山基地に帰投中、機内で火災が発生し不時着水、機体は水没。4名負傷。                                                               |
| 1980.11.22 | HSS-2A | 大村航空隊      | 8083      | 大村航空基地に着陸中に海上に不時着水、機体は転覆水没後、揚収。                                                                                |
| 1983.3.4   | HSS-2B | 第122航空隊     | 8098      | 三重県上空を飛行中、山林に不時着した。 |
| 1986.3.27  | HSS-2B | 第121航空隊     | 8100      | 訓練実施中、御前崎沖で墜落。3名殉職。 |
| 1988.6.11  | HSS-2B | 第121航空隊     | 8094      | リムパック参加の途上、ミッドウェー沖で不時着水、水没。当時、護衛艦「しらね」搭載。                                                            |
| 1993.7.20  | HSS-2B | 第211教育航空隊 | 8132      | 訓練飛行中、海上に不時着水、機体は水没。 |
| 1996.2.14  | HSS-2B | 大湊航空隊      | 8122      | 青森県沖で訓練飛行中にエンジン停止により不時着水、機体は水没。                                                                                |

## 登場作品

### 映画
『ゴジラシリーズ』
『ゴジラ』
HSS-2Bが登場。はるな型護衛艦やP-3C対潜哨戒機と共にゴジラを捜索する。
『ゴジラvsビオランテ』
HSS-2Bが登場。3機編隊が、芦ノ湖でビオランテを倒した後に太平洋へ姿を消したゴジラを捜索する。
『ゴジラvsキングギドラ』
HSS-2Bが登場。はるな型護衛艦「ひえい」の艦載機でベーリング海で復活し洋上に出現したゴジラを発見する。
『ゴジラvsデストロイア』
HSS-2Bが登場。

### 漫画
『空母いぶき』
1巻にHSS-2BまたはS-61Aが登場。架空の航空機搭載型護衛艦「いぶき」の飛行甲板上に1機が駐機している。